# 3151 Талбот
3151 Талбот (3151 Talbot) — астероїд головного поясу, відкритий 18 квітня 1983 року.
Тіссеранів параметр щодо Юпітера — 3,244.